# George Salter
George Salter (gebürtig Georg Salter; * 5. Oktober 1897 in Bremen; † 31. Oktober 1967 in New York) war ein zunächst deutscher, seit 1940 ein amerikanischer Gebrauchsgrafiker und Bühnenbildner. Er revolutionierte das Coverdesign für Bücher. Weltberühmt wurde sein Entwurf zu Alfred Döblins Berlin Alexanderplatz.

## Leben
Georg Salter wurde als Kind eines Hamburger Musikers geboren. Die Eltern waren in seinem Geburtsjahr vom Judentum zum evangelischen Glauben konvertiert. Mit den Eltern und drei Geschwistern zog er nach Berlin. 1913 wurde er in der Kaiser-Wilhelm-Gedächtniskirche konfirmiert und legte 1916 das Abitur am Werner-Siemens-Realgymnasium in Berlin-Schöneberg ab.
Nach dem Militärdienst im Ersten Weltkrieg studierte er an der Kunstgewerbeschule in Berlin-Charlottenburg. 1921 wurde er Bühnenbildner an der  Preußischen Staatsoper, wechselte 1923 an die Berliner Volksoper und 1925 an die Vereinigten Stadttheater Barmen-Elberfeld, wo er rund 100 Bühnenbilder entwarf.
1927 kehrte er nach Berlin zurück und arbeitete zunächst als Hauptgrafiker für den Verlag Die Schmiede (von seinem Bruder Julius gegründet), für den er schon seit 1923 arbeitete, als er den Umschlag für die Lenin-Biografie von Henri Guilbeaux entwarf, und dessen Editionen er  ein unverwechselbares Äußeres gab. Nach dem Konkurs dieses ambitionierten Unternehmens entwarf er für insgesamt 33 Verlage bis 1934 rund 350 Einbände, darunter die Schutzumschläge für Alfred Döblins Berlin Alexanderplatz (1929), Ernst Tollers Feuer aus den Kesseln (1930) und Peter de Mendelssohns Paris über mir (1931). 1931 wurde er Leiter der Abteilung für Gewerbegraphik der Höheren Graphischen Fachschule in Berlin, eine Stellung, die er nach der Machtübergabe an die Nationalsozialisten 1933 aufgeben musste.
Salter wechselte nach Baden-Baden. Im November 1934 emigrierte er in die USA und siedelte sich in New York City an, wo er unmittelbar nach seiner Ankunft damit begann, Bucheinbände für US-amerikanische Verlage anzufertigen. Er gestaltete u. a. die Umschläge für Carl Zuckmayers The Moons Ride Over (1937) und William Shirers Berlin Diary (1941). 1939 übernahm er die Leitung der Graphikabteilung von Mercury Publications und gestaltete im folgenden Jahrzehnt 185 Buchcover und etwa 30 Zeitschriftentitel.
1937 erhielt er einen Lehrauftrag an der New Yorker Cooper Union School of Art. Er lehrte dort bis zu seinem Tode Typografie und Kalligrafie. 1940 wurde er US-amerikanischer Staatsbürger.
Salter war mit Agnes O’Shea verheiratet und hatte eine Tochter.